# Rumpet (Krueng Barona Jaya)
Rumpet is een bestuurslaag in het regentschap Aceh Besar van de provincie Atjeh, Indonesië. Rumpet telt 671 inwoners (volkstelling 2010).